# Football Club Internazionale Milano 1990-1991
Questa voce raccoglie le informazioni riguardanti il Football Club Internazionale Milano nelle competizioni ufficiali della stagione 1990-1991.

## Stagione

I nerazzurri all'atto di entrare in campo, prima della rimonta casalinga con l'Aston Villa del 7 novembre 1990.

Un mercato «all'italiana» caratterizzò l'estate 1990 in casa interista, recando in particolare i nomi di Sergio Battistini e Antonio Paganin: sfortunato invece l'acquisto di Davide Fontolan, destinato nei piani a sostituire Ciocci (in prestito al Cesena) ma reso indisponibile dall'infortunio ai legamenti nel precampionato. Reduce dalla vittoria in Coppa del mondo al pari dei connazionali Brehme e Klinsmann, Lothar Matthäus era insignito a fine anno del Pallone d'Oro.
A coronamento di un positivo lustro, Giovanni Trapattoni impreziosiva la bacheca con la prima Coppa UEFA della storia nerazzurra: risultava premiante l'aggregato di 2-1 contro la Roma nell'atto conclusivo, con un gol di Rizzitelli all'Olimpico che illudeva per pochi minuti i capitolini in una rimonta dopo il 2-0 di San Siro. Un percorso europeo dall'avvio in salita – con le sconfitte a opera di Rapid Vienna e Aston Villa sovvertite davanti al pubblico amico – ma proseguito agevolmente contro Partizan Belgrado, Atalanta (inedito accoppiamento con un'avversaria locale) e Sporting Lisbona: a distanziare Matthäus nella classifica dei realizzatori il solo Rudi Völler, anch'egli teutonico e curiosamente in forza ai giallorossi.
Il decisivo raddoppio nella finale d'andata veniva siglato da Nicola Berti, peraltro match winner nel derby meneghino del 18 novembre 1990: una vittoria utile a riscattare la doppia battuta d'arresto in quel di Torino, nonché per incamerare il titolo d'inverno a quota 24 punti precedendo gli stessi concittadini e una rivelazione Sampdoria che pure fece suo lo scontro diretto. Il 10 marzo 1991 Baresi e soci regolavano a domicilio la Juventus, per l'ultima domenica in coabitazione coi liguri: concessa infatti loro una lunghezza di margine impattando al Tardini, il 24 marzo la Beneamata cedeva il passo all'opponente di Arrigo Sacchi – frattanto beffata dal Marsiglia in coppa – precipitando a un consistente −3.
Da menzionare anche l'episodio avvenuto a Firenze, teatro di un gol fantasma per Aldo Serena con l'arbitro Coppetelli a ritenere che il pallone non avesse varcato la linea bianca: con rumors diffusi dalla stampa circa il possibile addio del tecnico a fine stagione, il 5 maggio 1991 l'Inter ospitò i blucerchiati coltivando residue speranze di aggancio e vogliosa di rifarsi del knock-out subìto a Marassi. Con Pagliuca a neutralizzare un rigore di Matthäus, Dossena e Vialli inflissero un duro colpo alla classifica: la tifoseria manifestò platealmente il suo disappunto, con violenti scontri ripetutosi anche in occasione della finalissima Uefa.
La conquista del summenzionato trofeo – per un riconoscimento continentale assente dall'epoca di Helenio Herrera – smaltiva la delusione per un campionato archiviato dal gradino inferiore del podio, circostanza dettata anche dall'ulteriore rovescio a Genova contro i rossoblù di Bagnoli: a beffare gli uomini del Trap in favore del Milan occorse la differenza-reti, in quanto le meneghine giunsero ambedue a 46 punti.

## Divise e sponsor
Lo sponsor tecnico per la stagione 1990-1991 fu Uhlsport, mentre lo sponsor ufficiale fu Misura.
| Casa | Trasferta |

## Organigramma societario
Area direttiva
- Presidente: Ernesto Pellegrini
- Vicepresidente: Giuseppe Prisco, Giulio Abbiezzi e Angelo Corridori
- Amministratore delegato: Giordano Pellegrini

Area organizzativa
- Segretario generale: Ileana Aimonti e Carla Malinverni
- General manager: Paolo Giuliani

Area comunicazione
- Capo ufficio stampa: Valberto Miliani

Area tecnica
- Direttore sportivo: Giancarlo Beltrami
- Allenatore: Giovanni Trapattoni
- Allenatore in seconda: Arcadio Venturi
- Allenatore portieri: Luciano Castellini
- Preparatore atletico: Eugenio Fumagalli

Area sanitaria
- Medico sociale: dott. Pasquale Bergamo
- Massaggiatori: Giancarlo Della Casa e Massimo Della Casa

## Rosa
Di seguito la rosa.
| N. |                     | Ruolo | Calciatore           |
| -- | ------------------- | ----- | -------------------- |
|    | Italia (bandiera)   | P     | Luciano Bodini       |
|    | Italia (bandiera)   | P     | Astutillo Malgioglio |
|    | Italia (bandiera)   | P     | Paolo Orlandoni      |
|    | Italia (bandiera)   | P     | Walter Zenga         |
|    | Italia (bandiera)   | D     | Sergio Battistini    |
|    | Italia (bandiera)   | D     | Giuseppe Bergomi     |
|    | Germania (bandiera) | D     | Andreas Brehme       |
|    | Italia (bandiera)   | D     | Riccardo Ferri       |
|    | Italia (bandiera)   | D     | Andrea Mandorlini    |
|    | Italia (bandiera)   | D     | Giuseppe Marino      |
|    | Italia (bandiera)   | D     | Antonio Paganin      |

| N. |                     | Ruolo | Calciatore                 |
| -- | ------------------- | ----- | -------------------------- |
|    | Italia (bandiera)   | D     | Massimiliano Tacchinardi   |
|    | Italia (bandiera)   | C     | Giuseppe Baresi (capitano) |
|    | Italia (bandiera)   | C     | Nicola Berti               |
|    | Italia (bandiera)   | C     | Alessandro Bianchi         |
|    | Italia (bandiera)   | C     | Davide Fontolan            |
|    | Germania (bandiera) | C     | Lothar Matthäus            |
|    | Italia (bandiera)   | C     | Fausto Pizzi               |
|    | Italia (bandiera)   | C     | Paolo Stringara            |
|    | Italia (bandiera)   | A     | Maurizio Iorio             |
|    | Germania (bandiera) | A     | Jürgen Klinsmann           |
|    | Italia (bandiera)   | A     | Aldo Serena                |

## Calciomercato

### Sessione estiva (dall'1/7 al 31/8)
| Acquisti | Acquisti          | Acquisti         | Acquisti                     |
| R.       | Nome              | da               | Modalità                     |
| -------- | ----------------- | ---------------- | ---------------------------- |
| P        | Luciano Bodini    | Verona           | definitivo                   |
| D        | Sergio Battistini | Fiorentina       | definitivo (7 miliardi ₤)    |
| D        | Antonio Paganin   | Udinese          | definitivo                   |
| D        | Paolo Tramezzani  | Prato            | fine prestito                |
| C        | Davide Fontolan   | Genoa            | definitivo (10,5 miliardi ₤) |
| C        | Giuseppe Marino   | Vicenza          | riscatto                     |
| C        | Fausto Pizzi      | Parma            | riscatto                     |
| C        | Paolo Stringara   | Bologna          | acquisto                     |
| C        | Fabio Tricarico   | Castel di Sangro | fine prestito                |
| A        | Massimo Ciocci    | Ancona           | riscatto                     |

| Cessioni | Cessioni                | Cessioni   | Cessioni          |
| R.       | Nome                    | a          | Modalità          |
| -------- | ----------------------- | ---------- | ----------------- |
| P        | Luca Mondini            | Spezia     | prestito          |
| D        | Pasquale Domenico Rocco | Cagliari   | rinnovo prestito  |
| D        | Stefano Rossini         | Fiorentina | compartecipazione |
| D        | Paolo Tramezzani        | Cosenza    | compartecipazione |
| D        | Corrado Verdelli        | Cremonese  | definitivo        |
| C        | Enrico Cucchi           | Bari       | definitivo        |
| C        | Pasquale De Vincenzo    | Catanzaro  | definitivo        |
| C        | Pierluigi Di Già        | Bologna    | prestito          |
| C        | Gianfranco Matteoli     | Cagliari   | definitivo        |
| C        | Vincenzo Scifo          | Auxerre    | compartecipazione |
| C        | Fabio Tricarico         | Breno      | definitivo        |
| A        | Massimo Ciocci          | Cesena     | prestito          |
| A        | Dario Morello           | Reggiana   | prestito          |

### Sessione autunnale
| Acquisti | Acquisti       | Acquisti | Acquisti                   |
| R.       | Nome           | a        | Modalità                   |
| -------- | -------------- | -------- | -------------------------- |
| A        | Maurizio Iorio | Verona   | definitivo (300 milioni ₤) |

| Cessioni | Cessioni | Cessioni | Cessioni |
| R.       | Nome     | a        | Modalità |
| -------- | -------- | -------- | -------- |

## Risultati

### Serie A

#### Girone di andata
| Arbitro: | Amendolia (Messina) |

|  |           |                         |
|  | Marcatori | 58’, 65’, 75’ Klinsmann |

| Arbitro: | Baldas (Trieste) |

|             |           |  |
| Bianchi 90’ | Marcatori |  |

| Arbitro: | Lo Bello (Siracusa) |

|                         |           |  |
| Vázquez 51’ Lentini 79’ | Marcatori |  |

| Arbitro: | D'Elia (Salerno) |

|                         |           |               |
| Klinsmann 76’ Pizzi 78’ | Marcatori | 30’ Carnevale |

| Arbitro: | Luci (Firenze) |

|           |           |                     |
| Evair 50’ | Marcatori | 90’ (rig.) Matthäus |

| Arbitro: | Coppetelli (Tivoli) |

|                                                          |           |                                          |
| Serena 4’, 43’, 88’ Bergomi 27’ Matthäus 55’ (rig.), 68’ | Marcatori | 48’, 64’ Piovanelli 61’ (aut.) Stringara |

| Arbitro: | Pezzella (Frattamaggiore) |

|                                                              |           |                            |
| Baggio 2’ (rig.) Casiraghi 15’ Schillaci 57’ De Agostini 64’ | Marcatori | 34’ Matthäus 80’ Klinsmann |

| Arbitro: | Pairetto (Nichelino) |

|                                |           |           |
| Serena 35’ Matthäus 37’ (rig.) | Marcatori | 89’ Melli |

| Arbitro: | D'Elia (Salerno) |

|  |           |           |
|  | Marcatori | 85’ Berti |

| Arbitro: | Beschin (Legnago) |

|                                |           |            |
| Matthäus 52’ Baroni 65’ (aut.) | Marcatori | 53’ Careca |

| Arbitro: | Baldas (Trieste) |

|              |           |            |
| Maccoppi 31’ | Marcatori | 35’ Serena |

| Arbitro: | Longhi (Roma) |

|                   |           |                                                                    |
| Ciocci 20’ (rig.) | Marcatori | 5’ Klinsmann 51’ Matthäus 56’ Serena 79’ Pizzi 90’ (aut.) Barcella |

| Arbitro: | Trentalange (Torino) |

|                     |           |           |
| Matthäus 49’ (rig.) | Marcatori | 30’ Fuser |

| Arbitro: | Stafoggia (Pesaro) |

|                                   |           |           |
| Vialli 1’, 82’ (rig.) Mancini 86’ | Marcatori | 50’ Berti |

| Arbitro: | Nicchi (Arezzo) |

|                                   |           |            |
| Matthäus 16’ (rig.) Klinsmann 53’ | Marcatori | 72’ Eranio |

| Roma 13 gennaio 1991, ore 15:00 CET 16ª giornata | Lazio            | 0 – 0 referto | Inter | Stadio Olimpico\| Arbitro: \| Lanese (Messina) \| |
| Arbitro:                                         | Lanese (Messina) |               |       |                                                   |

| Arbitro: | Longhi (Roma) |

|                                                            |           |  |
| Brehme 2’ Matthäus 42’, 47’ (rig.) Pizzi 80’ Klinsmann 90’ | Marcatori |  |

#### Girone di ritorno
| Arbitro: | Luci (Firenze) |

|               |           |              |
| Klinsmann 44’ | Marcatori | 87’ Cappioli |

| Bologna 3 febbraio 1991, ore 15:00 CET 19ª giornata | Bologna            | 0 – 0 referto | Inter | Stadio Renato Dall'Ara\| Arbitro: \| Sguizzato (Verona) \| |
| Arbitro:                                            | Sguizzato (Verona) |               |       |                                                            |

| Arbitro: | Pezzella (Frattamaggiore) |

|              |           |  |
| Klinsmann 8’ | Marcatori |  |

| Arbitro: | Ceccarini (Livorno) |

|                |           |           |
| Rizzitelli 81’ | Marcatori | 67’ Berti |

| Arbitro: | Cornieti (Forlì) |

|                                  |           |               |
| Stringara 42’ Klinsmann 55’, 81’ | Marcatori | 24’ Strömberg |

| Arbitro: | Pairetto (Nichelino) |

|  |           |           |
|  | Marcatori | 51’ Berti |

| Arbitro: | Beschin (Legnago) |

|                             |           |  |
| Matthäus 36’ Battistini 49’ | Marcatori |  |

| Parma 17 marzo 1991, ore 15:00 CET 25ª giornata | Parma               | 0 – 0 referto | Inter | Stadio Ennio Tardini\| Arbitro: \| Coppetelli (Tivoli) \| |
| Arbitro:                                        | Coppetelli (Tivoli) |               |       |                                                           |

| Arbitro: | Pezzella (Frattamaggiore) |

|  |           |                |
|  | Marcatori | 74’ van Basten |

| Arbitro: | Amendolia (Messina) |

|            |           |              |
| Careca 71’ | Marcatori | 70’ Matthäus |

| Arbitro: | Ceccarini (Livorno) |

|                                                        |           |               |
| Matthäus 42’ Serena 75’, 78’ Bianchi 83’ Klinsmann 90’ | Marcatori | 89’ Răducioiu |

| Arbitro: | Fabricatore (Roma) |

|                          |           |  |
| Bergomi 28’ Matthäus 80’ | Marcatori |  |

| Firenze 21 aprile 1991, ore 15:00 CEST 30ª giornata | Fiorentina          | 0 – 0 referto | Inter | Stadio Artemio Franchi\| Arbitro: \| Coppetelli (Tivoli) \| |
| Arbitro:                                            | Coppetelli (Tivoli) |               |       |                                                             |

| Arbitro: | D'Elia (Salerno) |

|  |           |                        |
|  | Marcatori | 60’ Dossena 76’ Vialli |

| Arbitro: | Pairetto (Nichelino) |

|                                              |           |  |
| Ruotolo 38’ Skuhravý 76’ Aguilera 89’ (rig.) | Marcatori |  |

| Arbitro: | Cornieti (Forlì) |

|                              |           |  |
| Battistini 58’ Klinsmann 82’ | Marcatori |  |

| Arbitro: | Mughetti (Cesena) |

|  |           |                          |
|  | Marcatori | 72’ Bergomi 90’ Matthäus |

### Coppa Italia

#### Secondo turno
| Arbitro: | Luci (Firenze) |

|  |           |                   |
|  | Marcatori | 81’ (rig.) Brehme |

| Arbitro: | Bruni (Arezzo) |

|                          |           |               |
| Battistini 34’ Berti 52’ | Marcatori | 65’ Di Biagio |

#### Terzo turno
| Arbitro: | Longhi (Roma) |

|                          |           |                   |
| Matthäus 82’ Bergomi 88’ | Marcatori | 3’ Martín Vázquez |

| Arbitro: | Lo Bello (Siracusa) |

|             |           |  |
| Lentini 15’ | Marcatori |  |

### Coppa UEFA
| Arbitro: | Quiniou |

|                                 |           |             |
| Pfeifenberger 55’ Keglevits 71’ | Marcatori | 5’ Matthäus |

| Arbitro: | Courtney |

|                               |           |           |
| Berti 67’, 84’ Klinsmann 101’ | Marcatori | 88’ Weber |

| Arbitro: | Nemeth |

|                       |           |  |
| Nielsen 14’ Platt 68’ | Marcatori |  |

| Arbitro: | Spirin |

|                                    |           |  |
| Klinsmann 7’ Berti 62’ Bianchi 74’ | Marcatori |  |

| Arbitro: | Kohl |

|                                         |           |  |
| Matthäus 32’ Mandorlini 47’ Bianchi 68’ | Marcatori |  |

| Arbitro: | Vautrot |

|                |           |              |
| Stevanović 62’ | Marcatori | 65’ Matthäus |

| Bergamo 6 marzo 1991, ore 20:30 (CET) Quarti di finale - Andata | Atalanta   | 0 – 0 referto | Inter | Stadio Atleti Azzurri d'Italia\| Arbitro: \| Forstinger \| |
| Arbitro:                                                        | Forstinger |               |       |                                                            |

| Arbitro: | Dos Santos |

|                         |           |  |
| Serena 60’ Matthäus 63’ | Marcatori |  |

| Lisbona 10 aprile 1991, ore 22:00 (CET) Semifinale - Andata | Sporting Lisbona | 0 – 0 referto | Inter | Stadio José Alvalade\| Arbitro: \| Petrović \| |
| Arbitro:                                                    | Petrović         |               |       |                                                |

| Arbitro: | Biguet |

|                                   |           |  |
| Matthäus 15’ (rig.) Klinsmann 35’ | Marcatori |  |

| Arbitro: | Spirin |

|                               |           |  |
| Matthäus 55’ (rig.) Berti 67’ | Marcatori |  |

| Arbitro: | Quiniou |

|                |           |  |
| Rizzitelli 81’ | Marcatori |  |

## Statistiche

### Statistiche di squadra
Statistiche aggiornate al 26 maggio 1991.
| Competizione | Punti | In casa | In casa | In casa | In casa | In casa | In casa | In trasferta | In trasferta | In trasferta | In trasferta | In trasferta | In trasferta | Totale | Totale | Totale | Totale | Totale | Totale | DR |
| Competizione | Punti | G       | V       | N       | P       | Gf      | Gs      | G            | V            | N            | P            | Gf           | Gs           | G      | V      | N      | P      | Gf     | Gs     | DR |
| ------------ | ----- | ------- | ------- | ------- | ------- | ------- | ------- | ------------ | ------------ | ------------ | ------------ | ------------ | ------------ | ------ | ------ | ------ | ------ | ------ | ------ | -- |
| Serie A      | 46    | 17      | 13      | 2       | 2       | 37      | 14      | 17           | 5            | 8            | 4            | 19           | 17           | 34     | 18     | 10     | 6      | 56     | 31     | 25 |
| Coppa Italia | -     | 2       | 2       | 0       | 0       | 4       | 2       | 2            | 1            | 0            | 1            | 1            | 1            | 4      | 3      | 0      | 1      | 5      | 3      | 2  |
| Coppa UEFA   | -     | 6       | 6       | 0       | 0       | 15      | 1       | 6            | 0            | 3            | 3            | 2            | 6            | 12     | 6      | 3      | 3      | 17     | 7      | 10 |
| Totale       | -     | 25      | 21      | 2       | 2       | 56      | 17      | 25           | 6            | 11           | 8            | 22           | 24           | 50     | 27     | 13     | 10     | 78     | 41     | 37 |

### Statistiche dei giocatori
| Giocatore      | Serie A  | Serie A | Serie A     | Serie A    | Coppa Italia | Coppa Italia | Coppa Italia | Coppa Italia | Coppa UEFA | Coppa UEFA | Coppa UEFA  | Coppa UEFA | Totale   | Totale | Totale      | Totale     |
| Giocatore      | Presenze | Reti    | Ammonizioni | Espulsioni | Presenze     | Reti         | Ammonizioni  | Espulsioni   | Presenze   | Reti       | Ammonizioni | Espulsioni | Presenze | Reti   | Ammonizioni | Espulsioni |
| -------------- | -------- | ------- | ----------- | ---------- | ------------ | ------------ | ------------ | ------------ | ---------- | ---------- | ----------- | ---------- | -------- | ------ | ----------- | ---------- |
| G. Baresi      | 23       | 0       | ?           | ?          | 2            | 0            | ?            | ?            | 5          | 0          | ?           | ?          | 30       | 0      | ?           | ?          |
| S. Battistini  | 28       | 2       | ?           | ?          | 4            | 1            | ?            | ?            | 11         | 0          | ?           | ?          | 43       | 3      | ?           | ?          |
| G. Bergomi     | 30       | 3       | ?           | ?          | 4            | 1            | ?            | ?            | 12         | 0          | ?           | ?          | 46       | 4      | ?           | ?          |
| N. Berti       | 30       | 4       | ?           | ?          | 4            | 1            | ?            | ?            | 11         | 4          | ?           | ?          | 45       | 9      | ?           | ?          |
| A. Bianchi     | 34       | 2       | ?           | ?          | 3            | 0            | ?            | ?            | 11         | 2          | ?           | ?          | 48       | 4      | ?           | ?          |
| L. Bodini      | 0        | −0      | 0           | 0          | 0            | −0           | 0            | 0            | 0          | −0         | 0           | 0          | 0        | 0      | 0           | 0          |
| A. Brehme      | 23       | 1       | ?           | ?          | 4            | 1            | ?            | ?            | 9          | 0          | ?           | ?          | 36       | 2      | ?           | ?          |
| R. Ferri       | 26       | 0       | ?           | ?          | 2            | 0            | ?            | ?            | 11         | 0          | ?           | ?          | 39       | 0      | ?           | ?          |
| D. Fontolan    | 0        | 0       | 0           | 0          | 0            | 0            | 0            | 0            | 0          | 0          | 0           | 0          | 0        | 0      | 0           | 0          |
| M. Iorio       | 5        | 0       | ?           | ?          | 0            | 0            | 0            | 0            | 0          | 0          | 0           | 0          | 5        | 0      | 0+          | 0+         |
| J. Klinsmann   | 33       | 14      | ?           | ?          | 4            | 0            | ?            | ?            | 12         | 3          | ?           | ?          | 49       | 17     | ?           | ?          |
| A. Malgioglio  | 2        | -4      | ?           | ?          | 0            | -0           | 0            | 0            | 0          | -0         | 0           | 0          | 2        | -4     | 0+          | 0+         |
| A. Mandorlini  | 18       | 0       | ?           | ?          | 2            | 0            | ?            | ?            | 7          | 1          | ?           | ?          | 27       | 1      | ?           | ?          |
| G. Marino      | 0        | 0       | 0           | 0          | 0            | 0            | 0            | 0            | 0          | 0          | 0           | 0          | 0        | 0      | 0           | 0          |
| L. Matthäus    | 31       | 16      | ?           | ?          | 3            | 1            | ?            | ?            | 12         | 6          | ?           | ?          | 46       | 23     | ?           | ?          |
| A. Paganin     | 30       | 0       | ?           | ?          | 4            | 0            | ?            | ?            | 9          | 0          | ?           | ?          | 43       | 0      | ?           | ?          |
| F. Pizzi       | 27       | 3       | ?           | ?          | 4            | 0            | ?            | ?            | 7          | 0          | ?           | ?          | 38       | 3      | ?           | ?          |
| A. Serena      | 30       | 8       | ?           | ?          | 4            | 0            | ?            | ?            | 10         | 1          | ?           | ?          | 44       | 9      | ?           | ?          |
| P. Stringara   | 22       | 1       | ?           | ?          | 4            | 0            | ?            | ?            | 3          | 0          | ?           | ?          | 29       | 1      | ?           | ?          |
| M. Tacchinardi | 2        | 0       | ?           | ?          | 0            | 0            | 0            | 0            | 1          | 0          | ?           | ?          | 3        | 0      | 0+          | 0+         |
| W. Zenga       | 32       | -27     | ?           | ?          | 4            | -3           | ?            | ?            | 12         | -7         | ?           | ?          | 48       | -37    | ?           | ?          |